# بحران ریزگردهای استان سیستان و بلوچستان
بحران ریزگردهای سیستان و بلوچستان، یکی از بحران‌های زیست‌محیطی در این استان به‌شمار می‌رود که در سال‌های اخیر به دنبال خشک شدن دریاچه هامون به وضعیت بحرانی رسیده‌است. به گفته مقامات این استان مشکل تنفسی، قلبی و چشمی از عمده مشکلات مردم در پی تشدید بحران ریزگردها در این منطقه است، به طوری که به سبب وجود طوفان‌های فصلی یا منطقه‌ای در سال‌های اخیر، سالانه هزاران نفر از اهالی استان سیستان و بلوچستان دچار عوارض تنفسی ناشی از گرد و خاک شده و در بیمارستان‌ها بستری یا مداوای سرپایی شده‌اند. مدیرکل هواشناسی استان سیستان و بلوچستان با اشاره به وضعیت بحرانی جاده زاهدان به زابل، گفت که طوفان گرد و خاک باعث شده تا شعاع دید در جاده زاهدان به زابل فقط به چند متر برسد.

## سال ۱۳۹۴
توفان شدید شن مانع جریان عادی زندگی در منطقه سیستان شده‌است. غلظت گرد و خاک در این منطقه به ۲۵ برابر حد مجاز و هشت برابر حد بحرانی رسیده‌است. به دلیل شدت گرد و غبار و وزیدن طوفان شدید شن حداقل شعاع دید در این منطقه به ۵۰ متر رسیده‌است

## سال ۱۳۹۶

### تیر ۱۳۹۶
توفان شن و تشدید بحران ریزگردها در مناطقی از استان سیستان و بلوچستان بیش از ۴۰۰ نفر در شهرهای شمالی این استان را به دلیل مشکلات تنفسی، ریوی، قلبی و چشمی راهی بیمارستان کرد.

### بهمن ۱۳۹۶
غلظت ذرات معلق در هوای شهر زاهدان، مرکز استان سیستان و بلوچستان به ۹۰ برابر حد مجاز و ۳۰ برابر وضعیت بحرانی رسیده‌است.

## سال ۱۴۰۱

### خرداد ۱۴۰۱
غلظت ریز‌گردها در هوای زاهدان به چهار برابر حد مجاز رسید.

### مرداد ۱۴۰۱
کلیه ادارات شهرستان‌های منطقه سیستان به غیر از دستگاه‌های امدادی و خدماتی و ادارات مرتبط با مراودات مرزی به علت طوفان گردوغبار، روز پنجشنبه ۲۰ مرداد تعطیل شد.

## سال ۱۴۰۲

### تیر ۱۴۰۲
به دنبال تشدید بحران ریزگردها و طوفان شن طی روزهای یازدهم تا پانزدهم تیر، ۸۳۳ نفر از شهروندان در پنج شهر شمالی این استان راهی بیمارستان‌ها شدند.

### مرداد ۱۴۰۲
سرعت باد شدید در زابل به ۹۴ کیلومتر بر ساعت رسید و گرد و غبار حاصل از آن شعاع دید افقی را تا سه هزار متر کاهش داد.
همچنین عطف به هشدار نارنجی سازمان هواشناسی مبنی بر وقوع طوفان گرد و خاک و افزایش ریزگردها روز ۲۲ مرداد کلیه ادارات و بانک‌ها در پنج شهرستان منطقه سیستان به جزء دستگاه‌های درمانی و خدماتی و امدادرسانی تعطیل شدند.

### شهریور ۱۴۰۲
طوفان و ریزگرد در سیستان و بلوچستان، ۸۰۰ تن را روانه بیمارستان‌ها و مراکز درمانی کرد.

### مهر ۱۴۰۲
طوفان ریزگردها بیش از ۵۰۰ نفر دیگر را در سیستان و بلوچستان راهی بیمارستان نمود.

### آبان ۱۴۰۲
باد شدید همراه با گرد و غبار باعث شد تا مدارس ابتدایی در شهرستان‌های نیمروز، زهک، زابل، هامون، هیرمند در استان سیستان و بلوچستان تعطیل شوند.

### بهمن ۱۴۰۲
بنابر گزارش رسانه‌ها گردوغبار حاصل از باد شدید، شعاع دید افقی را به ۵۰ متر کاهش داد که متعاقبا محور فهرج - زاهدان مسدود شده است.

## عوامل بحران ریز گردها
به‌طور معمول با شروع بادهای ۱۲۰ روزه جاده‌های مواصلاتی بسیاری از روستاها در سیستان مسدود می‌شود. همچنین تعداد زیادی از خانه‌های روستاییان زیرشن‌های روان مدفون می‌گردد. با وجود آنکه استان سیستان و بلوچستان از اول تابستان هر سال به‌صورت فصلی با بادها و طوفان‌های شدیدی مواجه می‌شود و گاه آلودگی هوا را تا چند برابر استاندارد به‌همراه دارد، اما هیچگاه برای مقابله با عوارض انسانی آن، راه کار جدی داده نشده‌است.
علاوه بر بادهای فصلی، به سبب خشک شدن تالاب بین‌المللی هامون و رودخانه هیرمند، همچنین از دست رفتن بسیاری از آب‌گیرهای محلی آسیب‌های ناشی از طوفان‌ها و بادهای شدید نیز بسیار افزایش یافته‌است. سطح کل دریاچه هامون پس از خشک شدن، توسط بادهای فصلی، جارو شده و رسوبات ریز رس و لای، با طوفان‌های گردوغباری و ذرات ماسه به صورت افقی در چهار کریدور فرسایشی در دشت سیستان حرکت می‌کنند. خسارت زیاد این پدیده و احتمال افزایش این بحران در سال‌های آینده برای حل معضلـات ناشی از تخریب منابع خاک، خشکی زمین و پوشش گیاهی در دشت پهناور سیستان، بازگشت حقآبه رودخانه هیرمند و احیاء تالاب بین‌المللی هامون امر حیاتی محسوب میگردد. چرا که بحران کنونی ریزگردهای این منطقه مربوط به خشک شدن این تالاب است. زمانی در گذشته دریاچه هامون زیستگاه زمستانی ۱۸۶ گونه پرنده مهاجر بود، امروز به بیابان تبدیل شده و به عنوان یکی از کانون‌های ریزگرد به آلودگی‌های زیست‌محیطی استان سیستان و بلوچستان تبدیل شده‌است. علاوه بر نبودن آب، کانالی نیز در داخل دریاچه هامون توسط وزارت نیرو برای انتقال آب به‌طول ۲۶ کیلومتر حفر شده‌است که حجم زیادی از خاک را جابه‌جا می‌کند و چون در کریدور باد قرار گرفته، مشکل گردوغبار منطقه را تشدید کرده‌است.

## آثار اجتماعی و چالشها
بحران ریز‌گردها در این استان رابطه مستقیمی با مهاجرت مردم به سایر نقاط کشور دارد، به خصوص در منطقه سیستان هر چه میزان ریزگردها افزایش یابد میزان مهاجرت و خالی شدن منطقه از سکنه بیشتر میشود که از نظر جامعه شناسی نوعی آسیب به شمار می رود.